# Ustavna monarhija
Ustavna monarhija je naziv za oblik vladavine čiji je temelj ustavni sustav koji priznaje nasljednog monarha kao državnog poglavara. U najširem se smislu od apsolutne monarhije razlikuje upravo po tome što je monarhova vlast ograničena ustavom.
Ustavne monarhije dijele se na:
- ustavne monarhije u najširem smislu; gdje monarh zadržava izvršnu ili veći dio izvršne vlasti (najčešće vojska)
- parlamentarne monarhije; gdje je i izvršna vlast umjesto monarhu podređena parlamentu, a na njenom se čelu umjesto monarha nalazi šef vlade, odnosno premijer; monarh zadržava ceremonijalnu ulogu

Većina današnjih monarhija su ustavne monarhije.